# Live from Nowhere in Particular
Live From Nowhere in Particular é o terceiro álbum ao vivo do guitarrista de blues-rock estadunidense Joe Bonamassa.
O álbum duplo, lançado em 19 de Agosto de 2008, é composto de 14 músicas,

## Faixas

### Disco 01
1. Bridge to Better Days - 5:28	
		
2. Walk in My Shadows - 5:25
			
3. So Many Roads - 6:12	
		
4. India/Mountain Time - 10:20
			
5. Another Kinda Love - 3:52
			
6. Sloe Gin - 7:22
			
7. One of These Days - 5:45

### Disco 02
1. Ball Peen Hammer - 4:23
		
2. If Heartaches Were Nickels - 4:08
			
3. Woke Up Dreaming - 7:59
			
4. Django/Just Got Paid - 17:52	
		
5. High Water Everywhere - 4:48	
		
6. Asking Around for You - 7:24	
		
7. A New Day Yesterday/Starship Trooper/Wurm - 7:50

## Paradas Musicais
| Parada Musical (2007)         | Performance | Ref.  |
| ----------------------------- | ----------- | ----- |
| US Billboard 200              | #136        | [ 1 ] |
| US Billboard Top Blues Albums | #1          | [ 2 ] |
| Dutch Albums Chart            | #31         | [ 3 ] |
| Swiss Albums Chart            | #43         | [ 4 ] |
| UK Albums Chart               | #45         | [ 5 ] |